# Діогу Саломан
Діогу Саломан (порт. Diogo Salomão, нар. 14 вересня 1988, Амадора) — португальський футболіст, нападник клубу «Ештрела».
Виступав, зокрема, за клуби «Спортінг», «Депортіво» та «Динамо» (Бухарест), а також молодіжну збірну Португалії.

## Клубна кар'єра
Народився 14 вересня 1988 року в місті Амадора.
У дорослому футболі дебютував 2007 року виступами за команду «Каза Піа», в якій провів два сезони, взявши участь у 14 матчах чемпіонату. 
Протягом 2009—2010 років захищав кольори клубу «Реал СК».
Своєю грою за останню команду привернув увагу представників тренерського штабу клубу «Спортінг», до складу якого приєднався 2010 року. Відіграв за лісабонський клуб наступний сезон своєї ігрової кар'єри.
У 2011 році уклав контракт з клубом «Депортіво», у складі якого провів наступні два роки своєї кар'єри гравця.  Більшість часу, проведеного у складі «Депортіво», був основним гравцем атакувальної ланки команди.
Згодом з 2013 по 2017 рік грав у складі команд «Спортінг», «Спортінг» Б, «Депортіво» та «Мальорка».
З 2017 року два сезони захищав кольори клубу «Динамо» (Бухарест). Граючи у складі бухарестського «Динамо» також здебільшого виходив на поле в основному складі команди. У складі бухарестського «Динамо» був одним з головних бомбардирів команди, маючи середню результативність на рівні 0,33 гола за гру першості.
Протягом 2019—2021 років захищав кольори клубів «Аль-Хазм», «Стяуа» та «Санта-Клара».
До складу клубу «Ештрела» приєднався 2021 року. Станом на 18 травня 2022 року відіграв за клуб з Амадори 26 матчів в національному чемпіонаті.

## Виступи за збірну
У 2010 році залучався до складу молодіжної збірної Португалії. На молодіжному рівні зіграв в одному офіційному матчі.